# Microstructuur

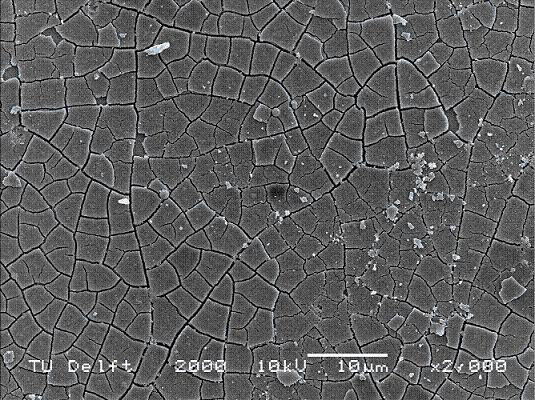
Microstructuur van een thin film ZnO, bekeken met de rasterelektronenmicroscoop

De microstructuur van een te onderzoeken materiaal wordt zichtbaar bij bestudering onder een microscoop. De ordegrootte van een microstructuur is enkele micrometers, en zowel optische- als elektronenmicroscopen kunnen hiervoor worden gebruikt. 
Onderzoek aan de microstructuur is een niet-destructieve manier van materiaalonderzoek in de materiaalkunde. Het onderzoek aan de microstructuur van een gegeven materiaal behelst onder meer de:
- korrelgrootte en korrelgrootte-verdeling
- textuur
- de aanwezigheid van tweelingen
- breuk of deformatie.

De gevonden aard van de microstructuur vertelt de materiaalkundige iets over de voorgeschiedenis van het materiaal, en over zijn eigenschappen. 
Om de microstructuur van een keramisch materiaal te kunnen bekijken, is het zinvol om het substraatoppervlak van het materiaal te sputteren met een geleidende laag. 
De microstructuur van een metaal of legering kan bekeken worden onder de lichtmicroscoop. Door schuren en polijsten van het oppervlak wordt dit vrij van krassen gemaakt. En indien nodig, wordt het oppervlak vervolgens ge-etst om gewenste delen van de microstructuur zichtbaar te maken. 
Bij het bekijken van microstructuren in gesteenten worden meestal slijpplaatjes gemaakt, waarna, naast de microstructuren, ook de mineralogie (minerale samenstelling) van een gesteente - via kristaloptiek - kan worden bekeken.

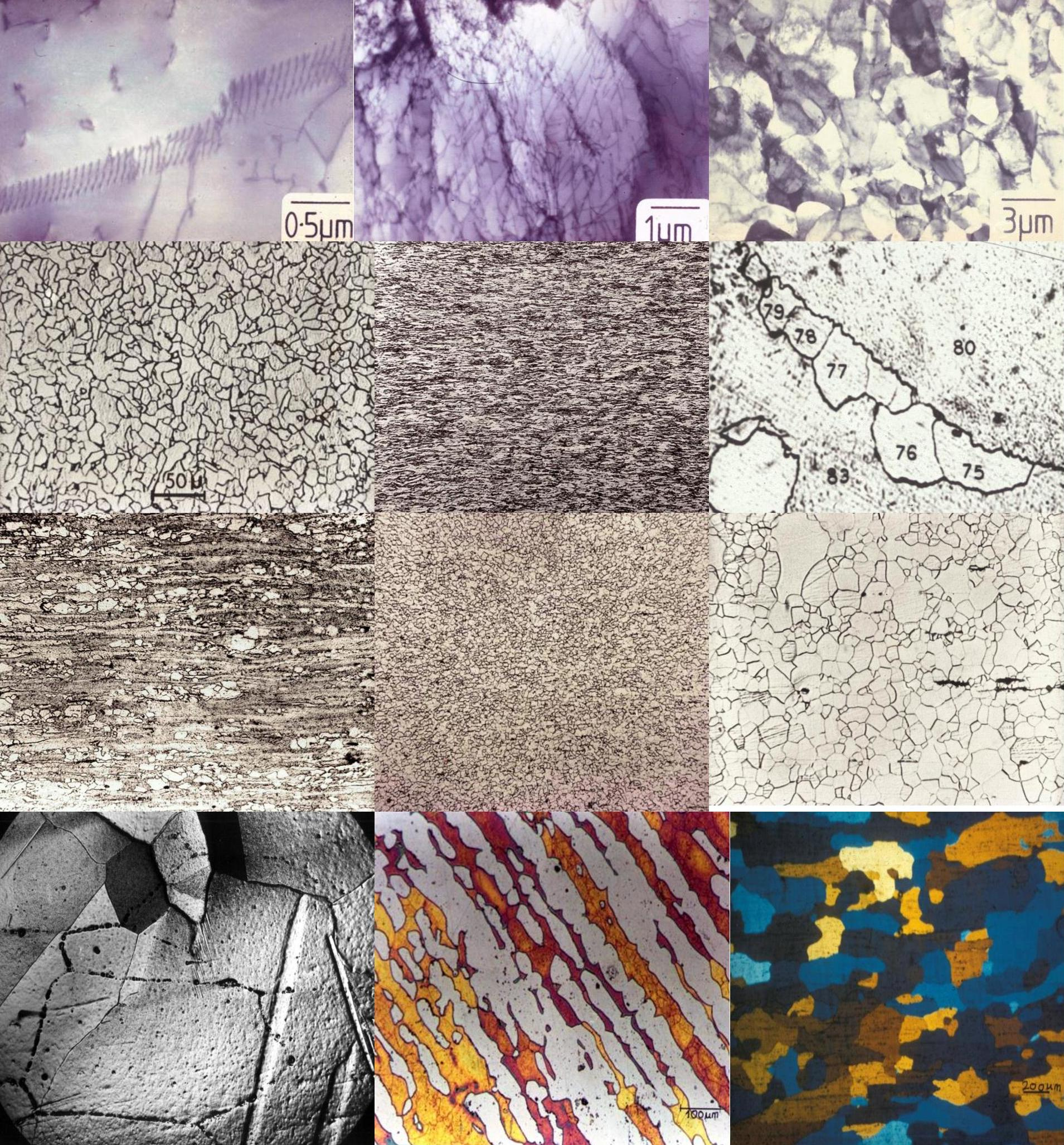
Overzicht van verschillende microstructuren van metalen onder een microscoop.